# Stúdiórendszer
A stúdiórendszer (amit Hollywood aranykora alatt használtak) egy filmgyártási és terjesztési módszer, amelyet néhány nagyobb hollywoodi filmstúdió alkalmazott. Habár a kifejezést még ma is használják a nagyobb filmstúdiók rendszerére és termékeire utalva, történelmileg ez a szó a nagy filmstúdiók szokásaira utal az 1920-as és az 1960-as évek között. Az egyik ezek közül az, hogy főleg a saját stúdiójukban gyártották a filmjeiket, gyakran hosszú távra alkalmazott kreatív munkásokkal. A másik pedig az, hogy a stúdiók uralták a vetítést vertikális integráció segítségével, azaz a tulajdonukban állt és valójában ők is irányították a forgalmazókat és a vetítéseket, ezzel garantálva extra bevételt a filmjeikből manipulatív technikák segítségével, mint például a „block booking” (a moziknak csak csomagban adták el a filmjeiket, nem egyesével).
1948-ban az amerikai legfelsőbb bíróság módosított a versenyjogon, és ezzel ellenszegült a stúdiórendszernek is. Ez a rendelet a gyártást próbálta elválasztani a forgalmazástól és a vetítéstől, és betiltotta az egybe kötött cégeket, ezzel felgyorsítva a stúdiórendszer hanyatlását. Később már megjelent a televízió, mint vetélytárs a közönségért és az utolsó kapcsolat is megszűnt a nagy stúdiók és a moziláncok között, így 1954-re véget ért a stúdiórendszer történelmi korszaka.
Néhány filmtörténész Hollywood aranykoraként emlegeti azt az időszakot, ami a hang bevezetésétől (1927) a stúdiórendszer hanyatlásának kezdetéig (1948) tart. Az aranykor csupán szakmai megkülönböztetés és nem összekeverendő a klasszikus hollywoodi mozival, egy filmkritikában használt kifejezéssel, amely egy amerikai filmstílusra utal, amit 1917 és 1963 között fejlesztettek ki és a mai napig jelen van. Ez alatt a bizonyos aranykor alatt nyolc fő cég alkotta a nagy stúdiókat, amelyek a hollywoodi stúdiórendszert terjesztették. Ebből a nyolcból öt teljes mértékben integrált konglomeráció volt, azaz tulajdonosai voltak egy gyártási stúdiónak, egy forgalmazási részlegnek és egy moziláncnak is, valamint szerződtek előadóművészekkel és filmkészítőkkel is: Fox Film Corporation (később 20th Century Fox), Loew’s Incorporated (Amerika legnagyobb moziláncának a tulajdonosa és a Metro-Goldwyn-Mayer anyacége), Paramount Pictures, RKO Radio Pictures, és Warner Bros. Két nagy cég – Universal Pictures és Columbia Pictures – hasonlóan működtek, habár ők csak kis mozilánccal rendelkeztek. A nyolcadik a nagy aranykori cégekből, a United Artists, néhány mozi tulajdonosa volt és volt hozzáférése két gyártó létesítményhez, amely az ellenőrző partnervállalkozásának tulajdonában állt, de ez a stúdió főleg amolyan támogató-elosztóként működött, független producereknek adott kölcsön pénzt és kiadta a filmjeiket.

## A hang és a "Nagy Ötök"
1927-et és 1928-at tartják a hollywoodi aranykor kezdetének, valamint ekkor tették meg az utolsó nagy lépéseket a stúdiórendszer amerikai filmiparba való bevezetése érdekében. Az 1927-es A dzsesszénekes, amely az első egész estés hangosfilm volt (valójában a jelenetek töredékében volt csak felvett hang), nagy sikert hozott az akkor még közepes Warner Bros. stúdiónak. A következő évben már az egész iparban bevezették a hangot, valamint a Warner Bros. még két sikert aratott: The Singing Fool (Az éneklő bolond), ami A dzsesszénekes még sikeresebb folytatása volt, illetve Lights of New York (New York fényei), ami Hollywood első egész estés végig hangos filmje volt. Ugyanúgy jelentősek voltak a filmvásznon kívüli fejlesztések is. A Warner Bros., most már nagy bevétellel rendelkezve, megvette a széleskörű Stanley moziláncot 1928 szeptemberében. Egy hónapra rá ellenőrző részesedést vásárolt a First National stúdióban, amely jelentősebb volt, mint a Warner Bros. nem sokkal korábban. A First National megszerzésével nem csak egy 0,55 km²-es filmstúdiót szerzett, hanem mellé egy számos moziból álló üzletláncot is. Warner Bros. sikeresebb volt, mint valaha.
Az utolsó a „Nagy Ötök” nevű hollywoodi konglomerációkból, az RKO, 1928-ban emelkedett fel. A Radio Corporation of America (RCA), amelyet David Sarnoff irányított, hasznosítani akarta a hangos film technikáját, amelyet nemrégiben szabadalmaztattak RCA Photophone-ként, és az anyacégük, a General Electric tulajdonában állt. Mivel a vezető filmstúdiók mind a Western Electric-el készültek leszerződni a technológiájukért, az RCA maga is belépett a filmiparba. Januárban a General Electic-nek sikerült jelentős részvényt vásárolnia a Film Booking Offices of America (FBO) cégben, amely egy forgalmazó és kisebb gyártó cég, aminek a tulajdonosa Joseph P. Kennedy volt, a jövendő amerikai elnök, John F. Kennedy apja. Októberben, részvények utalása révén, az RCA megszerezte az FBO és a Keith-Albee-Orpheum moziláncokat; majd ezeket egyesítve létrehozta a Radio-Keith-Oprheum Corporationt, amelynek az igazgatótanácsát Sarnoff vezette. Az RKO-hoz és a Warner Bros.-hoz (nemsokára már Warner Bros. – First National) a Fox, a Paramount és a Loew’s/MGM is csatlakozott, és így együtt megalakultak a „Nagy Ötök”, amelyek ezután még harminc évig a fő stúdiók voltak.
Bár az RKO kivétel volt, a nyugati parti stúdiók főnökei, a „filmmogulok”, már egy ideje vezető pozícióban voltak: Louis B. Mayer az MGM-nél, Jack L. Warner a Warner Bros.-nál, Zukor Adolf a Paramountnál, Darryl F. Zanuck (1935-től a 20th Centruy Foxnál), Carl Laemmle a Universalnál, és Harry Cohn a Columbiánál.

## A nagyok uralma és az első hanyatlás
A „Nagy Ötök” rangsora a jövedelmezőségük szempontjából (szorosan kötődik a piaci részesedéshez) nagyjából állandó volt az aranykor alatt: az MGM volt az első 11 évig, 1931-től 1941-ig. A Paramount, a legjövedelmezőbb stúdió a korai hangosfilm korszakban (1928-1930), visszaesett a következő évtizedben, és így a Fox volt majdnem végig a második az MGM uralma alatt. Később a Paramount egyenletesen javulni kezdett 1940-ben, így végül két évvel később leelőzte az MGM-et; azután egészen az újjászervezéséig 1949-ben ő volt a legsikeresebb a „Nagy Ötök” közül. 1932 kivételével – amikor az MGM-en kívül az összes stúdió veszteséggel zárta az évet, de az RKO valamivel kevesebbet veszített, mint versenytársai – az RKO volt az utolsó előtti vagy általában az utolsó minden évben az aranykor alatt, valamint a Warner is általában a rangsor vége táján állt. A kisebb stúdiók közül, melyeket a „Kis Hármaknak” hívtak, a United Artists állt a legrosszabb helyen, a Columbia volt a vezető az 1930-as években és a Universal teljesített a legjobban a 40-es évek nagyrészében.
Hollywood sikere nőtt a nagy gazdasági világválság alatt is, valószínűleg azért, mert a filmek segítségével az emberek elfeledkezhettek a saját személyes problémáikról. Franklin D. Roosevelt elnök a következőket mondta Shirley Temple-ről: „Amikor a nép életkedve alacsonyabb, mint valaha a világválság idején, jó tudni, hogy csupán 15 centért egy amerikai elmehet a moziba, ahol láthatja egy kisgyerek mosolygó arcát, ami elfeledteti vele minden problémáját”. 1939-re már 15 ezer filmszínház volt az Egyesült Államokban, ez több volt, mint a bankok száma; az egy emberre jutó mozik száma a 80-as évekbeli adat duplája volt. A filmipar nagyobb volt az irodagépiparnál. Noha csak a 14. helyen volt a bevétel nagysága szempontjából, a filmipar a második legjobb volt azon a listán, ami a vezérigazgatók részesedését mérte százalékban a cég nyereségéből. A legjobb sztárok, mint például Bing Crosby és Claudette Colbert több mint 400 ezer dollárt kerestek évente (mai amerikai dollárban mérve ez 7 048 804).

## A rendszer vége és az RKO halála
Az egyik bevett technika a stúdiórendszer alatt az ún. „block booking” volt, amikor a filmeket tömbökben adták el a moziknak. Egy ilyen tömbben – a 40-es évek alatt ez általában öt filmet tartalmazott – rendszerint csak egy kiemelkedő film volt, a többi az rosszabb minőségű A listás, vagy csak B listás film volt. 1957-ben a Life magazin ezt írta visszatekintésként a stúdió rendszerre: „Nem volt jó szórakoztatás és nem is volt művészet, a legtöbb film, ami ekkor készült egyenletesen középszerű volt, azonban egyenletesen nyereséges is… A millió dolláros középszerűség volt Hollywood gerince”.
1948 május 4-én, egy központi versenyjogi perben a „Nagy Ötök” mindegyike ellen, amit azóta Paramount pernek neveznek, az amerikai legfelsőbb bíróság betiltotta a „block booking”-ot. A nagy konglomerációk valóban megsértették a versenyjogot, azonban a bírók nem hozták meg a végső döntést, amelyben megoldanák ezt a problémát, hanem visszaküldték az ügyet az alsóbb bírósághoz, ahonnan korábban kapták azt azzal a javaslattal, hogy a gyártást és a vetítést teljes mértékben el kéne választani egymástól. A „Nagy Ötök” azonban mind határozottan harcolni akartak ez ellen, és hajlandók voltak elhúzni a jogi folyamatot akár évekig is, amint azt már bebizonyították, hiszen a Paramount per eredetileg 1938. július 20-án kezdődött.
Azonban az RKO-nál, ami már régóta a legváltozóbban teljesített pénzügyileg, a függönyök mögött úgy gondolták, hogy ez a per még a stúdió hasznára is válhat. Abban a hónapban amikor a bírósági döntés megszületett, Howard Hughes multimilliomos ellenőrző részesedést vásárolt a cégben. Mivel az RKO birtokában volt a legkevesebb mozi a „Nagy Ötök” közül, Hughes úgy gondolta, hogy a két funkció elválasztása, és az utána következő dominó effektus segíthet a stúdiónak kiegyenlíteni az esélyeket a versenytársaival szemben. Hughes jelezte a központi hatóságoknak, hogy hajlandó lenne aláírni egy helybenhagyási végzést, amelyben beleegyezik a cégének szétválasztásába. Az egyezmény alapján, Hughes két külön cégre osztaná a stúdióját, amelyek az RKO Pictures Corporation és az RKO Theatres Corporation, és beleegyezne, hogy eladja a részesedését az egyikben a kettő közül egy bizonyos határidőn belül. Hughes-nak ez a döntése, hogy beleegyezik a szétválasztásba, aláaknázta a „Nagy Ötök” maradékának azt az érvét, miszerint egy hasonló szétválasztás lehetetlen lenne.
Sokan manapság a májusi ítéletet hibáztatják, pedig valójában Hughes és a központi kormány megegyezése – melyet 1948 november 8-án írtak alá – kongatta meg a vészharangot a hollywoodi aranykor számára. A Paramount is hamarosan megadta magát, aláírva egy hasonló egyezményt a következő februárban. Ez a stúdió, amely olyan hosszú ideig harcolt a szétválasztás ellen, lett az első a nagyok közül amelyik véghez is vitte, hamarabb, mint tervezték, hiszen 1949 december 31-én véglegesítették a cég szétszakadását. Ekkorra már 19 ezer filmszínház volt az Egyesült Államokban.
Hughes egyezménye a központi hatóságokkal, valamint a hasonló egyezmények, amelyeket a többi stúdió kötött, hozzájárult ahhoz, hogy a stúdiórendszer még egy fél évtizedig úgy ahogy megmaradt. A legnagyobb azonnali sikerrel a legkisebb stúdió, a United Artist alkalmazkodott az új körülményekhez, új vezetés alatt, amely 1951-ben vette át az irányítást. Ők lecsökkentették a többletmunkát, úgy, hogy megszüntették a szerződést a Pickford-Fairbanks gyártócéggel, és független producereket alkalmaztak, gyakran közvetlen beruházási projekteket alkalmazva, ezt az üzleti modellt később Hollywood egyre jobban igyekezett felülmúlni. A stúdiórendszer ami a filmipart uralta három évtizeden át 1954-ben ért véget, amikor is a Loew’s megszüntette a gazdasági kapcsolatot az MGM-mel.
Hughes-nak ez a húzása hozzájárult a stúdiórendszer bukásához, azonban nem sokat segített az RKO-n. A hátráltató vezetői stílusa – amihez még hozzá jött a tény, hogy a televízió egyre inkább vonzotta a nézőket, ezzel hátráltatva az egész filmipart – nagy károkat okozott a stúdiónál, ami a megfigyelők számára is nyilvánvaló volt. Amikor 1952-ben Hughes fel akarta adni a részvényét az RKO-nál, egy chicagói kétes hátterű brókercéghez kellett fordulnia, akiknek nem volt semmilyen filmipari tapasztalatuk. Nem sikerült megállapodniuk, így Hughes állt az RKO élén amikor a moziláncukat a rendelkezésnek megfelelően eladták 1953-ban. Ugyanebben az évben a General Tire, amely akkoriban bővíteni próbálta a még kicsi, egy évtizedes rádió-televízió részlegét, megkereste Hughes-t az RKO filmkönyvtárának elérhetősége kapcsán. Hughes 1954 decemberében megszerezte az RKO Pictures nagy részét és a rákövetkező nyáron eladta az egész stúdiót a General Tire-nek.
Az új tulajdonos gyorsan visszaszerezte a befektetett pénzt, hiszen eladták a televíziós jogokat az újonnan szerzett filmkönyvtárért a C&C Television Corp. nevű cégnek, amely egy italcég leányvállalata volt. (Az RKO megtartotta a jogait néhány adónál, amelyeket a General Tire hozott magával.) Az egyezmény alapján, a filmek elvesztették az RKO-s azonosságukat mielőtt a C&C elküldte őket a helyi adóknak; a híres logót, amin egy földgömb és egy rádiótorony látható levágták a film elejéről a stúdió többi védjegyével együtt.
Hollywoodban az RKO új tulajdonosai nem jártak sok sikerrel a filmiparban, így 1957-ben a General Tire befejezte a gyártást és eladta a fő RKO létesítményeket a Desilu-nak, ami Lucille Ball és Desi Arnaz gyártó cége volt. A United Artistshoz hasonlóan a cégnek már nem volt egy stúdiója sem, azonban az RKO ennek tetejébe már nem volt tulajdonosa a régi filmjeinek és az újak alig hoztak valami bevételt. 1959-ben teljes mértékben felhagyott a filmiparral.

## Európa és Ázsia
A stúdiórendszert javarészt amerikai jelenségként tartják számon, azonban filmstúdióknak más országokban is sikerült a „Nagy Ötök”-höz hasonló rendszert kiépíteni és megtartani. James Chapman történész így írja le:
„Nagy-Britanniában csak két cégnek sikerült teljes vertikális integrációt kialakítania (a Rank Organization-nek és az Associated British Picture Corporation-nek). Más országok, ahol némi vertikális integrációt sikerült véghez vinni a következők voltak: Németország az 1920-as években (Universum Film Aktiengesellschaft vagy Ufa), Franciaország az 1930-as években (Gaumont-Franco-Film-Aubert és Pathé-Natan) és Japán (Nikkatsu, Shochiku és Toho). Hong Kongban a Shaw Brothers Studio vette át a stúdiórendszert a vu-hszia filmek miatt az 1950-60-as években. Indiában azonban sose sikerült semmiféle vertikális integrációt elérni, bár ők az egyetlenek, akik az amerikai filmipar komoly vetélytársai lehetnek, mivel a hazai és az ázsiai diaszporikus piacokat is uralják.”
Például, 1929-ben a japán mozik majdnem 75 százaléka a Nikkatsuval vagy a Shochikuval volt leszerződve, ez volt az akkor időszak két legnagyobb stúdiója.

## A rendszer után

### Sztár központú rendszer
Az 1950-es években Hollywood három nagy kihívással nézett szembe: a Paramount per, ami véget vetett a stúdiórendszernek; a televízió újdonsült népszerűsége; és a második világháború utáni vásárlói szokások, amelyek miatt a közönségnek már más kikapcsolódási lehetőségei is voltak. A filmbevételi és a veszteségek mértéke is nőtt, valamint megjelent egy ún. „veszélyes középmezőny”, ahol olyan filmek voltak, amelyek az előző korszakban sokkal több pénzt hoztak volna. Egy filmkészítő 1957-ben így írta le ezt: „A legnagyobb katasztrófa manapság az, ha egy millió dolláros középszerű filmet készít az ember. Ezzel nem csak a teljes befektetésedet veszíted el, hanem még azon felül minden vagyonodat is.” Ezekben az időkben már csupán évi 300 egész estés film készült Hollywoodban, míg az 1920-as években évi 700. Darryl F. Zanuck, a 20th Century Fox vezetője, nem működött közre a stúdiója irányításában 1956 és 1962 között, és Louis B. Mayer, akit 1951-ben kirúgtak az MGM-től, meghalt 1957-ben. Harry Cohn, a Columbia vezetője, aki szintén meghalt a következő évben, így értesítette a befektetőket 1957-ben a stúdió éves jelentésében:
"A piacon, ahol üzletelünk, nagy a verseny a sztárok, rendezők, producerek és írók között. A mai adótörvények alapján kevesebb lehetőség van jó fizetést elérni, mint egy jó befektetésből pénzt szerezni. Így aztán főleg cégekkel nem pedig magánszemélyekkel üzletelünk. Valamint kénytelenek vagyunk a film bevételének egy százalékában megegyezni, nem pedig egy fix összegben, ahogyan azt eddig tettük. Ez a legszembetűnőbb a legnagyobb sztárok között."
A pénzügyi támogatók egyre inkább híres színészeket, rendezőket és írókat követeltek a filmekhez, hogy csökkentsék a veszteség kockázatát. A tengeren túli piacok egyre jelentősebbek lettek, azok adták Hollywood bevételének 40-50 százalékát 1957-re, ez is egyre fontosabbá tette a sztárok használatát bevétel érdekében. A sztárok ezzel új erőre tettek szert, és a „semmiért dolgozás”, amikor a bevételből kaptak részesedést, nem pedig fizetést, státuszszimbólummá alakult a sztárok körében. A legnagyobb színészek kaphattak akár 50 százalékot a bevételből minimális garanciával, vagy pedig 10 százalékot a bruttó bevételből. Cary Grant például több mint 700 ezer dollárt kapott a bruttó bevétel 10 százalékaként, a Fogjunk tolvajt! (1955) című filmért, míg Alfred Hitchcock kevesebb mint 50 ezret kapott. Egy extrém esetben a Paramount A félszemű Jack (1961) bevételének 75 százalékát ígérte Marlon Brandonak. (A hollywoodi könyvelés miatt a stúdiók a bevétel nagyrészét a jutalmazási kifizetések előtt megkapták, így nekik kedvezőbb volt a bevétel 50%-át felajánlani, mint a bruttó bevétel 10%-át.) A nagyobb fizetések a színészek ügynökeinek a hatalmát is megemelték, ilyen volt például Lew Wasserman az MCA-nél, akinek az irodáját „Fort Knox”-nak becézték.
1957-re már független készítők csinálták az amerikai egész estés filmek 50 százalékát. Néhány híres színész, mint például Gregory Peck vagy Frank Sinatra nem csak másoknak dolgoztak, hanem létrehozták a saját gyártó cégjüket és megvettek forgatókönyveket. A fő független rendezők, George Stevens, Billy Wilder, és William Wyler is egyre többet kerestek, részben azért, mert sok híres színészt vonzottak a filmjeik. A stúdiók egyre inkább csak biztosítottak létesítményeket és tőkét a független készítőknek, ahelyett, hogy a saját filmjeiket gyártották volna, vagy pedig, mint a United Artists, a forgalmazásra koncentráltak. A televízió sokat ártott Hollywoodnak, azonban néhány televíziós gyártó cég, mint például a Desilu és a filmstúdiók televíziós részlege segített megmenteni a filmipart, hiszen használták az egyébként felesleges létesítményeiket.

### Szindikátus, televízió, válság, és a hollywoodi csoportok
Az 1960-as évek elején a nagyobb stúdiók elkezdték újra kiadni a régebbi filmjeiket szindikálás céljából és főleg tévéfilmeket és B listás filmeket gyártottak, hogy eleget adjanak a televíziós követeléseknek. 1969 és 1971 között a filmipar jelentősen visszaesett, költségvetési balsikerek miatt, de hamar újra művészileg fellendült olyan filmeknek köszönhetően, mint A keresztapa (1972) és a Kínai negyed (1974).
George Lucas filmje, a Csillagok háborúja (1977) lett a modern „blockbuster”-ek (kasszasiker) prototípusa. Az új norma az lett, hogy a filmeket több száz helyen is vetítik, így ugyanúgy nagy siker lett a Csillagok háborúja két folytatása A Birodalom visszavág és A Jedi visszatér, valamint Spielberg két egymást követő filmje, Az elveszett frigyláda fosztogatói és az E.T. A földönkívüli. Eközben A mennyország kapuja (1980) című film nagy költségvetése és a kevés kasszai bevétele miatt a United Artists-t eladták.
1990 és 1995 között az Új Hollywood egyre inkább konglomerációkból épült fel és hamar uralta is a globális szórakoztató ipart. 2007-ben öt cég az aranykor nagyjai közül még mindig működött, mint fő hollywoodi stúdió, mindegyik egy nagyobb konglomeráció tagjaként: Columbia (a Sony tulajdonában), 20th Centruy Fox (a Disney tulajdonában), Warner Bros. (az AT&T tulajdonában), Paramount (a Viacom tulajdonában), és a Universal (a Comcast tulajdonában). Emellett a Walt Disney Studios is felemelkedett, mint egy fő hollywoodi stúdió, így ma már a „Nagy Hatok”-ként emlegetik a cégeket. A Disney kivételével a fő stúdiók nem a klasszikus „Nagy Ötök” modellt követik, hanem a régi United Artists mintáját: azaz főleg támogató-forgalmazóként működnek (és stúdiótereket adnak ki bérbe), nem pedig tényleges gyártócégek.
A Sony azon kívül, hogy a Columbia tulajdonosa, irányítja a kései MGM-et is, valamint a leányvállalatát, a UA-t. Mindezek a Sony esernyője alatt egyesülnek, az MGM/UA egy külön „kis nagy”-ként működik, papíron függetlenül, azonban gyakorlatilag a Columbiával együtt. 1996-ban a Time Warner megvette az egykor független New Line Cinema-’t a Turner Broadcasting System megvásárlása által. 2008-ban a New Line-t összevonták a Warner Bros.-al, ahol azóta is leányvállaltként működik. A mai „Nagy Hatok” mindegyikének van egy gyakorlatilag független művészfilm részlege, ilyen például a Paramount Vantage. A Miramax Films (ami eredetileg egy független stúdió volt) pedig 2010-ig a Disney tulajdonában állt. A legtöbbjüknek volt külön részlegük, amik zsanra filmekre (egy konkrét műfajba gyártott film, aminek az a célja, hogy megfeleljen a műfaji feltételeknek) vagy B listás filmekre (általában alacsony költségvetésű) koncentráltak, például a Sony-nál a Screen Gems. Az egyik úgynevezett indie részleg, a Focus Features a Universalnál, a művészfilmjeit a fő márka alatt adja ki. A Focus és a Fox művészfilm részlege, a Fox Searchlight, is elég nagy ahhoz, hogy besorolható legyen a „kis nagy”-ok közé. Két nagy független cég is ide sorolható, a Lionsgate és a The Weinstein Company. Ez a két cég hasonlít a régi kisebb nagy stúdiókhoz (például olyan, mint a Columbia és a Universal volt a 30-as, 40-es években, azonban a Lionsgate és a The Weinstein Company csak feleannyi piaci részesedéssel rendelkezik) és a vezető aranykori független gyártócégekhez, mint például a Samuel Goldwyn Inc és David O. Selznick cégei.

### A független korszak és a második hanyatlás kezdete
A 2010-es évek közepétől a fő stúdiók főleg a népszerűségre koncentráltak és olyan filmeket adtak ki, amelyek nagyobb közönséget vonzanak (pl. zsanra filmek, folytatások, 3D, szuperhős filmek). Mivel ezek a filmek veszteségi kockázattal jártak (néhányan veszteséggel is zárták a bemutató időszakot), a független cégeknek lehetősége nyílt arra, hogy olyan filmeket gyártsanak, amik legyőzik a nagyobb stúdiókat a legjobb filmért járó Oscar kategóriában. A Filmművészeti és Filmtudományi Akadémia (aki az Oscar-díjakat adja) általában a legjobb filmnek járó díjat egy tartalmas, magasabb rendű filmnek jutalmazza, nem pedig a népszerű filmeknek. A 2014-es Birdman és a 2017-es A víz érintése (mindkettőt a 20th Century Fox adta ki) mellett független filmek is több legjobb film díjat nyertek, mint például a Spotlight (Open Road, 2015) vagy a Holdfény (A24, 2016). Mindezek jelentősen hatottak a többi nagy stúdió filmjeinek bevételére, és nagy valószínűséggel a stúdiók sorsára is, még ma is érezhető ez a hatás az egyre több független filmnek köszönhetően. A független filmek folyamatos dominanciája bizonyíték arra, hogy a sikerhez nem kell bizonyos film formátumokat használni, mint például a 3D, CinemaScope vagy az IMAX. A Cannes-i fesztivál eredményei a közelmúltban és az a tény, hogy az amerikai filmek nem tudtak sok díjat nyerni is befolyásolhatták a független filmek előretörését.

## Fordítás
Ez a szócikk részben vagy egészben  a   Studio system című angol Wikipédia-szócikk fordításán alapul.  Az eredeti cikk szerkesztőit annak laptörténete sorolja fel. Ez a jelzés csupán a megfogalmazás eredetét és a szerzői jogokat jelzi, nem szolgál a cikkben szereplő információk forrásmegjelöléseként.